# Handball-Europameisterschaft der Frauen 2022
Die 15. Handball-Europameisterschaft der Frauen wurde vom 4. bis 20. November 2022 in Slowenien, Nordmazedonien und Montenegro ausgetragen. Zum ersten Mal in der Geschichte wurde eine Frauen-Europameisterschaft in drei Ländern ausgetragen. Veranstalter war die Europäische Handballföderation (EHF). Die norwegische Mannschaft gewann das Turnier.

## Ausrichter
Ein Kongress der Europäischen Handballföderation (EHF) vergab die Veranstaltung während seiner Sitzung am 20. Juni 2018 in Glasgow. Zur gemeinsamen Bewerbung der Handballverbände von Slowenien, Nordmazedonien und Montenegro gab es keine Gegenkandidaten.

## Austragungsorte
Als Schauplätze der Veranstaltung dienten folgende vier Hallen:
| Ljubljana                   | Celje                       | Skopje                                        | Podgorica                           |
| Arena Stožice 12.480 Plätze | Zlatorog Arena 5.800 Plätze | Sportski centar Boris Trajkovski 6.173 Plätze | Sportski centar Morača 6.000 Plätze |
|                             |                             |                                               |                                     |

Die Vorrundenspiele der Gruppen A und B wurden in Ljubljana und Celje, die der Gruppe C in Skopje und die Vorrundenspiele der Gruppe D in Podgorica ausgetragen. In der Hauptrunde spielten die Teams in Skopje und Ljubljana, die Finalspiele wurden in Ljubljana ausgetragen.

## Austragungszeitraum
Traditionell findet die Handball-Europameisterschaft der Frauen im Dezember statt. Die Europameisterschaft 2022 wurde in den November gelegt, um mögliche Nachteile bei einer zeitlichen Überschneidung mit der im Dezember abgehaltenen Fußball-Weltmeisterschaft 2022 zu vermeiden. Austragungszeitraum war somit vom 4. bis 20. November 2022.

## Vermarktung
Das von Roy Wedema gestaltete Logo der Europameisterschaft, vorgestellt am 25. März 2021, soll in seinen Farben Landschaften sowie Flaggen der drei Austragsungsnationen widerspiegeln; ein mit verschiedenen Farben gestaltetes Herz symbolisiert Teamgeist und Respekt.
Für die Europameisterschaft schrieb und sang die slowenische Sängerin Senidah den offiziellen Titelsong Play With Heart.

## Medaillen
Die bei der Europameisterschaft zu vergebenen Medaillen wurden von Marjeta Hribar entworfen. Die 144 Medaillen wurden von Hand gefertigt.

## Teilnehmer
Die folgenden 16 Mannschaften nahmen an dem Wettbewerb teil:
- die drei Gastgeber aus Slowenien, Nordmazedonien und Montenegro,
- der Europameister 2020, Norwegen, sowie
- zwölf in Qualifikationsspielen ermittelte Teams: Polen, Niederlande, Dänemark, Schweiz, Frankreich, Schweden, Deutschland, Ungarn, Spanien, Serbien, Rumänien und Kroatien.

## Auslosung der Vorrundengruppen
Die Vorrundengruppen wurden am 28. April 2022 in Ljubljana ausgelost.
Für die Auslosung wurden die Mannschaften in vier Lostöpfe aufgeteilt:
- Topf 1: Norwegen, Frankreich, Dänemark und Polen
- Topf 2: Niederlande, Montenegro, Ungarn und Schweden
- Topf 3: Slowenien, Nordmazedonien, Kroatien und Deutschland
- Topf 4: Spanien, Rumänien, Serbien und die Schweiz

Die Gastgeber waren gesetzt: Slowenien startet in Gruppe B, Nordmazedonien in Gruppe C und Montenegro in Gruppe D. Ungarn wurde vorab der Gruppe A zugeteilt. Im ersten Schritt der Auslosung werden die beiden verbliebenen Teams aus Topf 3 zugelost, im zweiten Schritt die zwei im Topf 2 verbliebenen Teams. Im dritten Schritt werden die vier Teams aus Topf 4 und im letzten, vierten Schritt, die vier Teams aus Topf 1 zugelost.
Die Auslosung, bei der mit Ana Gros, Tatjana Brnović, Andrea Sedloska und Szimonetta Planéta vier Spielerinnen der Gastgebernationen assistierten, fand unter Anwesenheit von EHF-Offiziellen statt.
| Gruppe A Slowenien Ljubljana | Gruppe B Slowenien Celje | Gruppe C Nordmazedonien Skopje | Gruppe D Montenegro Podgorica |
| ---------------------------- | ------------------------ | ------------------------------ | ----------------------------- |
| Norwegen                     | Dänemark                 | Frankreich                     | Polen                         |
| Ungarn (gesetzt)             | Schweden                 | Niederlande                    | Montenegro (gesetzt)          |
| Kroatien                     | Slowenien (gesetzt)      | Nordmazedonien (gesetzt)       | Deutschland                   |
| Schweiz                      | Serbien                  | Rumänien                       | Spanien                       |

## Schiedsrichter
Die EHF nominierte im Juni 2022 für die Europameisterschaft 2022 folgende weibliche und männliche Schiedsrichter.
- Ana Vranes/Marlis Wenninger (Österreich)
- Tatjana Praštalo/Vesna Balvan (Bosnien-Herzegowina)
- Karina Christiansen/Line Hesseldal Hansen (Dänemark)
- Javier Álvarez Mata/Yon Bustamante López (Spanien)
- Maike Merz/Tanja Kuttler (Deutschland)
- Ionna Christidi/Ionna Papamattheou (Griechenland)
- Ismailj Metalari/Nenad Nikolovski (Nordmazedonien)
- Jelena Vujačić/Anđelina Kažanegra (Montenegro)
- Marta Sá/Vânia Sá (Portugal)
- Ozren Backović/Mirko Palačković (Slowenien)
- Vanja Antić/Jelena Jakovljević (Serbien)
- Maryna Duplij/Olena Pobedrina (Ukraine)

Noch vor der Europameisterschaft gab es dabei Änderungen. Christiansen/Hesseldal Hansen und Christidi/Papamattheou wurden im Oktober 2022 ersetzt durch:
- Igor Covalciuc/Alexei Covalciuc (Moldau)
- Leif André Sundet/Eskil Braseth (Norwegen)

## Neue Regeln
Zum 1. Juli 2022 hatte die Internationale Handballföderation neue Spielregeln eingeführt, die auch bei dieser Europameisterschaft zur Anwendung kommen:
- Bei angezeigtem passivem Spiel dürfen nur noch vier (statt bisher sechs) Pässe gespielt werden.
- Der Anwurf wird aus der neuen Anwurfzone ausgeführt (bis dato musste die Spielerin beim Anwurf mit einem Fuß auf der Mittellinie stehen), auch aus der Bewegung heraus.
- Wird der Torwart aus dem Spiel heraus am Kopf getroffen kann eine Zeitstrafe verhängt werden, wenn die Werfende frei zum Wurf kam (zuvor nur bei Kopftreffer aus direkten Freiwürfen und Siebenmetern).

## Turnierverlauf

### Vorrunde
Die Vorrunde bestand aus vier Gruppen mit jeweils vier Mannschaften. Die jeweils besten drei Mannschaften der Vorrundengruppen qualifizierten sich für die Hauptrunde.
Für jeden Sieg gab es zwei Punkte, für ein Unentschieden je einen Punkt. Wenn Mannschaften nach Abschluss der Vorrundenspiele punktgleich waren, wurde ihre Platzierung wie folgt ermittelt:
1. höhere Punktzahl in den Gruppenspielen der betreffenden Mannschaften
2. bessere Tordifferenz aus den Gruppenspielen der betreffenden Mannschaften
3. höhere Anzahl erzielter Tore in den Gruppenspielen der betreffenden Mannschaften
4. bessere Tordifferenz aus allen Gruppenspielen
5. höhere Anzahl erzielter Tore in allen Gruppenspielen

Stand die Platzierung einer dieser Mannschaften fest, werden die Kriterien fortlaufend durchlaufen, bis die Platzierung aller Mannschaften feststand. Führte das Verfahren nach Abschluss aller Vorrundenspiele zu keiner Entscheidung, entschied das Los über die Rangfolge.
Legende

#### Gruppe A
| Pl. | Land     | Sp. | S | U | N | Tore     | Diff. | Punkte |
| --- | -------- | --- | - | - | - | -------- | ----- | ------ |
| 1.  | Norwegen | 3   | 3 | 0 | 0 | 0102:660 | +36   | 6      |
| 2.  | Kroatien | 3   | 1 | 1 | 1 | 070:760  | −6    | 3      |
| 3.  | Ungarn   | 3   | 1 | 0 | 2 | 073:810  | −8    | 2      |
| 4.  | Schweiz  | 3   | 0 | 1 | 2 | 075:970  | −22   | 1      |

| 4. November 2022 18:00 Uhr | Ungarn                 | 33:28                  | Schweiz               | Arena Stožice, Ljubljana Zuschauer: 1168 Schiedsrichter: Vujačić / Kažanegra |
| 4. November 2022 18:00 Uhr | meiste Tore: Klujber 9 | (12:14)                | meiste Tore: Schmid 6 | Arena Stožice, Ljubljana Zuschauer: 1168 Schiedsrichter: Vujačić / Kažanegra |
| 4. November 2022 18:00 Uhr | Strafen: 3×            | Spielbericht Statistik | Strafen: 3×           | Arena Stožice, Ljubljana Zuschauer: 1168 Schiedsrichter: Vujačić / Kažanegra |

| 4. November 2022 20:30 Uhr | Norwegen            | 32:23                  | Kroatien                  | Arena Stožice, Ljubljana Zuschauer: 1179 Schiedsrichter: Pobedryna / Duplyj |
| 4. November 2022 20:30 Uhr | meiste Tore: Mørk 8 | (16:14)                | meiste Tore: S. Posavec 4 | Arena Stožice, Ljubljana Zuschauer: 1179 Schiedsrichter: Pobedryna / Duplyj |
| 4. November 2022 20:30 Uhr | Strafen: 5×         | Spielbericht Statistik | Strafen: 1× 2×            | Arena Stožice, Ljubljana Zuschauer: 1179 Schiedsrichter: Pobedryna / Duplyj |

| 6. November 2022 18:00 Uhr | Kroatien                | 21:18                  | Ungarn                      | Arena Stožice, Ljubljana Zuschauer: 1424 Schiedsrichter: Merz / Kuttler |
| 6. November 2022 18:00 Uhr | meiste Tore: Blažević 9 | (10:7)                 | meiste Tore: Győri-Lukács 4 | Arena Stožice, Ljubljana Zuschauer: 1424 Schiedsrichter: Merz / Kuttler |
| 6. November 2022 18:00 Uhr | Strafen: 2× 5×          | Spielbericht Statistik | Strafen: 2× 1×              | Arena Stožice, Ljubljana Zuschauer: 1424 Schiedsrichter: Merz / Kuttler |

| 6. November 2022 20:30 Uhr | Schweiz                   | 21:38                  | Norwegen               | Arena Stožice, Ljubljana Zuschauer: 1123 Schiedsrichter: V. Sá / M. Sá |
| 6. November 2022 20:30 Uhr | meiste Tore: Emmenegger 5 | (9:19)                 | meiste Tore: Oftedal 6 | Arena Stožice, Ljubljana Zuschauer: 1123 Schiedsrichter: V. Sá / M. Sá |
| 6. November 2022 20:30 Uhr | Strafen: 1×               | Spielbericht Statistik | Strafen: 2×            | Arena Stožice, Ljubljana Zuschauer: 1123 Schiedsrichter: V. Sá / M. Sá |

| 8. November 2022 18:00 Uhr | Kroatien                | 26:26                  | Schweiz                   | Arena Stožice, Ljubljana Zuschauer: 1088 Schiedsrichter: Javier Álvarez Mata, Yon Bustamante López |
| 8. November 2022 18:00 Uhr | meiste Tore: Japundža 6 | (14:12)                | meiste Tore: Emmenegger 7 | Arena Stožice, Ljubljana Zuschauer: 1088 Schiedsrichter: Javier Álvarez Mata, Yon Bustamante López |
| 8. November 2022 18:00 Uhr | Strafen: 5×             | Spielbericht Statistik | Strafen: 1× 2×            | Arena Stožice, Ljubljana Zuschauer: 1088 Schiedsrichter: Javier Álvarez Mata, Yon Bustamante López |

| 8. November 2022 20:30 Uhr | Norwegen               | 32:22                  | Ungarn               | Arena Stožice, Ljubljana Zuschauer: 1088 Schiedsrichter: Metalari / Nikolovski |
| 8. November 2022 20:30 Uhr | meiste Tore: Ingstad 8 | (14:12)                | meiste Tore: Klujber | Arena Stožice, Ljubljana Zuschauer: 1088 Schiedsrichter: Metalari / Nikolovski |
| 8. November 2022 20:30 Uhr | Strafen: 4×            | Spielbericht Statistik | Strafen: 4×          | Arena Stožice, Ljubljana Zuschauer: 1088 Schiedsrichter: Metalari / Nikolovski |

#### Gruppe B
| Pl. | Land      | Sp. | S | U | N | Tore    | Diff. | Punkte |
| --- | --------- | --- | - | - | - | ------- | ----- | ------ |
| 1.  | Schweden  | 3   | 2 | 0 | 1 | 083:680 | +15   | 4      |
| 2.  | Dänemark  | 3   | 2 | 0 | 1 | 085:720 | +13   | 4      |
| 3.  | Slowenien | 3   | 2 | 0 | 1 | 077:830 | −6    | 4      |
| 4.  | Serbien   | 3   | 0 | 0 | 3 | 066:880 | −22   | 0      |

Für die Reihenfolge der drei Teams mit vier Punkten wurden die Ergebnisse untereinander zugrunde gelegt. Danach hatten alle drei Teams jeweils zwei Punkte, Schweden hatte eine Tordifferenz von +9 (33:22, 23:25), Dänemark von 0 (26:28, 25:23) und Slowenien von -9 (28:26, 22:33).
| 4. November 2022 18:00 Uhr | Dänemark                         | 26:28                  | Slowenien           | Zlatorog Arena, Celje Zuschauer: 2878 Schiedsrichter: Javier Álvarez Mata, Yon Bustamante López |
| 4. November 2022 18:00 Uhr | meiste Tore: Østergaard Jensen 7 | (15:14)                | meiste Tore: Gros 8 | Zlatorog Arena, Celje Zuschauer: 2878 Schiedsrichter: Javier Álvarez Mata, Yon Bustamante López |
| 4. November 2022 18:00 Uhr | Strafen: 1× 5×                   | Spielbericht Statistik | Strafen: 4×         | Zlatorog Arena, Celje Zuschauer: 2878 Schiedsrichter: Javier Álvarez Mata, Yon Bustamante López |

| 4. November 2022 20:30 Uhr | Schweden              | 27:21                  | Serbien                 | Zlatorog Arena, Celje Zuschauer: 2878 Schiedsrichter: V. Sá / M. Sá |
| 4. November 2022 20:30 Uhr | meiste Tore: Hagman 9 | (14:9)                 | meiste Tore: Stamenić 6 | Zlatorog Arena, Celje Zuschauer: 2878 Schiedsrichter: V. Sá / M. Sá |
| 4. November 2022 20:30 Uhr | Strafen: 5×           | Spielbericht Statistik | Strafen: 1×             | Zlatorog Arena, Celje Zuschauer: 2878 Schiedsrichter: V. Sá / M. Sá |

| 6. November 2022 18:00 Uhr | Slowenien           | 22:33                  | Schweden              | Zlatorog Arena, Celje Zuschauer: 3137 Schiedsrichter: Metalari / Nikolovski |
| 6. November 2022 18:00 Uhr | meiste Tore: Gros 5 | (13:14)                | meiste Tore: Hagman 9 | Zlatorog Arena, Celje Zuschauer: 3137 Schiedsrichter: Metalari / Nikolovski |
| 6. November 2022 18:00 Uhr | Strafen: 2×         | Spielbericht Statistik | Strafen: 2×           | Zlatorog Arena, Celje Zuschauer: 3137 Schiedsrichter: Metalari / Nikolovski |

| 6. November 2022 20:30 Uhr | Serbien                    | 21:34                  | Dänemark                                               | Zlatorog Arena, Celje Zuschauer: 3137 Schiedsrichter: Pobedryna / Duply |
| 6. November 2022 20:30 Uhr | meiste Tore: Stoiljković 6 | (11:18)                | meiste Tore: Iversen, Heindahl, Østergaard Jensen je 4 | Zlatorog Arena, Celje Zuschauer: 3137 Schiedsrichter: Pobedryna / Duply |
| 6. November 2022 20:30 Uhr | Strafen: 3×                | Spielbericht Statistik | Strafen: 1× 6×                                         | Zlatorog Arena, Celje Zuschauer: 3137 Schiedsrichter: Pobedryna / Duply |

| 8. November 2022 18:00 Uhr | Slowenien               | 27:24                  | Serbien                      | Zlatorog Arena, Celje Zuschauer: 3027 Schiedsrichter: Merz / Kuttler |
| 8. November 2022 18:00 Uhr | meiste Tore: Omoregie 6 | (13:15)                | meiste Tore: Radosavljević 6 | Zlatorog Arena, Celje Zuschauer: 3027 Schiedsrichter: Merz / Kuttler |
| 8. November 2022 18:00 Uhr | Strafen: 1× 6×          | Spielbericht Statistik | Strafen: 2× 3× 1×            | Zlatorog Arena, Celje Zuschauer: 3027 Schiedsrichter: Merz / Kuttler |

| 8. November 2022 20:30 Uhr | Dänemark             | 25:23                  | Schweden             | Zlatorog Arena, Celje Zuschauer: 3027 Schiedsrichter: Vujačić / Kažanegra |
| 8. November 2022 20:30 Uhr | meiste Tore: Friis 9 | (13:5)                 | meiste Tore: Axnér 9 | Zlatorog Arena, Celje Zuschauer: 3027 Schiedsrichter: Vujačić / Kažanegra |
| 8. November 2022 20:30 Uhr | Strafen: 3×          | Spielbericht Statistik | Strafen: 1× 2×       | Zlatorog Arena, Celje Zuschauer: 3027 Schiedsrichter: Vujačić / Kažanegra |

#### Gruppe C
| Pl. | Land           | Sp. | S | U | N | Tore    | Diff. | Punkte |
| --- | -------------- | --- | - | - | - | ------- | ----- | ------ |
| 1.  | Frankreich     | 3   | 3 | 0 | 0 | 085:590 | +26   | 6      |
| 2.  | Niederlande    | 3   | 2 | 0 | 1 | 083:690 | +14   | 4      |
| 3.  | Rumänien       | 3   | 1 | 0 | 2 | 080:870 | −7    | 2      |
| 4.  | Nordmazedonien | 3   | 0 | 0 | 3 | 052:850 | −33   | 0      |

| 5. November 2022 18:00 Uhr | Frankreich               | 24:14                  | Nordmazedonien         | Sportski centar Boris Trajkovski, Skopje Zuschauer: 2809 Schiedsrichter: Praštalo / Balvan |
| 5. November 2022 18:00 Uhr | meiste Tore: Lassource 4 | (12:5)                 | meiste Tore: Janeska 5 | Sportski centar Boris Trajkovski, Skopje Zuschauer: 2809 Schiedsrichter: Praštalo / Balvan |
| 5. November 2022 18:00 Uhr | Strafen: 3×              | Spielbericht Statistik | Strafen: 1× 4×         | Sportski centar Boris Trajkovski, Skopje Zuschauer: 2809 Schiedsrichter: Praštalo / Balvan |

| 5. November 2022 20:30 Uhr | Niederlande                    | 29:28                  | Rumänien                                   | Sportski centar Boris Trajkovski, Skopje Zuschauer: 2809 Schiedsrichter: Braseth / Sundet |
| 5. November 2022 20:30 Uhr | meiste Tore: van der Heijden 7 | (14:12)                | meiste Tore: Buceschi, Pintea, Grozav je 5 | Sportski centar Boris Trajkovski, Skopje Zuschauer: 2809 Schiedsrichter: Braseth / Sundet |
| 5. November 2022 20:30 Uhr | Strafen: 2× 4×                 | Spielbericht Statistik | Strafen: 1× 2×                             | Sportski centar Boris Trajkovski, Skopje Zuschauer: 2809 Schiedsrichter: Braseth / Sundet |

| 7. November 2022 18:00 Uhr | Nordmazedonien           | 15:30                  | Niederlande          | Sportski centar Boris Trajkovski, Skopje Zuschauer: 2471 Schiedsrichter: Vranes / Wenninger |
| 7. November 2022 18:00 Uhr | meiste Tore: Ristovska 4 | (9:17)                 | meiste Tore: Smits 7 | Sportski centar Boris Trajkovski, Skopje Zuschauer: 2471 Schiedsrichter: Vranes / Wenninger |
| 7. November 2022 18:00 Uhr | Strafen: 1× 5×           | Spielbericht Statistik | Strafen: 2× 5×       | Sportski centar Boris Trajkovski, Skopje Zuschauer: 2471 Schiedsrichter: Vranes / Wenninger |

| 7. November 2022 20:30 Uhr | Rumänien                        | 21:35                  | Frankreich               | Sportski centar Boris Trajkovski, Skopje Zuschauer: 2471 Schiedsrichter: Backović / Palačković |
| 7. November 2022 20:30 Uhr | meiste Tore: Neagu, Grozav je 5 | (11:17)                | meiste Tore: Nze Minko 6 | Sportski centar Boris Trajkovski, Skopje Zuschauer: 2471 Schiedsrichter: Backović / Palačković |
| 7. November 2022 20:30 Uhr | Strafen: 1× 2×                  | Spielbericht Statistik | Strafen: 1× 4×           | Sportski centar Boris Trajkovski, Skopje Zuschauer: 2471 Schiedsrichter: Backović / Palačković |

| 9. November 2022 18:00 Uhr | Nordmazedonien          | 23:31                  | Rumänien              | Sportski centar Boris Trajkovski, Skopje Zuschauer: 2389 Schiedsrichter: Antić / Jakovljević |
| 9. November 2022 18:00 Uhr | meiste Tore: Dabevska 6 | (12:13)                | meiste Tore: Neagu 10 | Sportski centar Boris Trajkovski, Skopje Zuschauer: 2389 Schiedsrichter: Antić / Jakovljević |
| 9. November 2022 18:00 Uhr | Strafen: 1× 2×          | Spielbericht Statistik | Strafen: 6×           | Sportski centar Boris Trajkovski, Skopje Zuschauer: 2389 Schiedsrichter: Antić / Jakovljević |

| 9. November 2022 20:30 Uhr | Frankreich                         | 26:24                  | Niederlande              | Sportski centar Boris Trajkovski, Skopje Zuschauer: 2389 Schiedsrichter: A. Covalciuc / I. Covalciuc |
| 9. November 2022 20:30 Uhr | meiste Tore: Foppa, Nze Minko je 4 | (14:12)                | meiste Tore: Malestein 9 | Sportski centar Boris Trajkovski, Skopje Zuschauer: 2389 Schiedsrichter: A. Covalciuc / I. Covalciuc |
| 9. November 2022 20:30 Uhr | Strafen: 1× 3×                     | Spielbericht Statistik | Strafen: 1× 2×           | Sportski centar Boris Trajkovski, Skopje Zuschauer: 2389 Schiedsrichter: A. Covalciuc / I. Covalciuc |

#### Gruppe D
| Pl. | Land        | Sp. | S | U | N | Tore    | Diff. | Punkte |
| --- | ----------- | --- | - | - | - | ------- | ----- | ------ |
| 1.  | Montenegro  | 3   | 3 | 0 | 0 | 085:710 | +14   | 6      |
| 2.  | Spanien     | 3   | 1 | 0 | 2 | 067:730 | −6    | 2      |
| 3.  | Deutschland | 3   | 1 | 0 | 2 | 071:750 | −4    | 2      |
| 4.  | Polen       | 3   | 1 | 0 | 2 | 068:720 | −4    | 2      |

Für die Reihenfolge der drei Teams mit zwei Punkten wurden die Ergebnisse untereinander zugrunde gelegt. Danach hatten alle drei Teams jeweils zwei Punkte, Spanien hatte eine Tordifferenz von +1 (21:22, 23:21), Deutschland von 0 (25:23, 21:23) und Polen von −1 (23:25, 22:21).
| 5. November 2022 18:00 Uhr | Montenegro                            | 30:23                  | Spanien                       | Sportski centar Morača, Podgorica Zuschauer: 3019 Schiedsrichter: Vranes / Wenninger |
| 5. November 2022 18:00 Uhr | meiste Tore: Radičević, Jauković je 5 | (12:9)                 | meiste Tore: Cabral Barbosa 5 | Sportski centar Morača, Podgorica Zuschauer: 3019 Schiedsrichter: Vranes / Wenninger |
| 5. November 2022 18:00 Uhr | Strafen: 4×                           | Spielbericht Statistik | Strafen: 1× 3×                | Sportski centar Morača, Podgorica Zuschauer: 3019 Schiedsrichter: Vranes / Wenninger |

| 5. November 2022 20:30 Uhr | Polen                 | 23:25                  | Deutschland              | Sportski centar Morača, Podgorica Zuschauer: 3019 Schiedsrichter: Antić / Jakovljević |
| 5. November 2022 20:30 Uhr | meiste Tore: Balsam 5 | (12:11)                | meiste Tore: Grijseels 8 | Sportski centar Morača, Podgorica Zuschauer: 3019 Schiedsrichter: Antić / Jakovljević |
| 5. November 2022 20:30 Uhr | Strafen: 1× 5×        | Spielbericht Statistik | Strafen: 1× 2×           | Sportski centar Morača, Podgorica Zuschauer: 3019 Schiedsrichter: Antić / Jakovljević |

| 7. November 2022 18:00 Uhr | Deutschland                       | 25:29                  | Montenegro              | Sportski centar Morača, Podgorica Zuschauer: 3406 Schiedsrichter: A. Covalciuc / I. Covalciuc |
| 7. November 2022 18:00 Uhr | meiste Tore: Grijseels, Bölk je 7 | (12:15)                | meiste Tore: Jauković 9 | Sportski centar Morača, Podgorica Zuschauer: 3406 Schiedsrichter: A. Covalciuc / I. Covalciuc |
| 7. November 2022 18:00 Uhr | Strafen: 1× 5× 1×                 | Spielbericht Statistik | Strafen: 2×             | Sportski centar Morača, Podgorica Zuschauer: 3406 Schiedsrichter: A. Covalciuc / I. Covalciuc |

| 7. November 2022 20:30 Uhr | Spanien                       | 21:22                  | Polen                     | Sportski centar Morača, Podgorica Zuschauer: 3406 Schiedsrichter: Praštalo / Balvan |
| 7. November 2022 20:30 Uhr | meiste Tore: Cabral Barbosa 7 | (12:12)                | meiste Tore: Kobylińska 5 | Sportski centar Morača, Podgorica Zuschauer: 3406 Schiedsrichter: Praštalo / Balvan |
| 7. November 2022 20:30 Uhr | Strafen: 4×                   | Spielbericht Statistik | Strafen: 1× 4×            | Sportski centar Morača, Podgorica Zuschauer: 3406 Schiedsrichter: Praštalo / Balvan |

| 9. November 2022 18:00 Uhr | Polen                     | 23:26                  | Montenegro                | Sportski centar Morača, Podgorica Zuschauer: 4317 Schiedsrichter: Backović / Palačković |
| 9. November 2022 18:00 Uhr | meiste Tore: Kobylińska 6 | (12:12)                | meiste Tore: Radičević 12 | Sportski centar Morača, Podgorica Zuschauer: 4317 Schiedsrichter: Backović / Palačković |
| 9. November 2022 18:00 Uhr | Strafen: 4×               | Spielbericht Statistik | Strafen: 2×               | Sportski centar Morača, Podgorica Zuschauer: 4317 Schiedsrichter: Backović / Palačković |

| 9. November 2022 20:30 Uhr | Deutschland              | 21:23                  | Spanien               | Sportski centar Morača, Podgorica Zuschauer: 4317 Schiedsrichter: Braseth / Sundet |
| 9. November 2022 20:30 Uhr | meiste Tore: Grijseels 6 | (10:11)                | meiste Tore: Campos 6 | Sportski centar Morača, Podgorica Zuschauer: 4317 Schiedsrichter: Braseth / Sundet |
| 9. November 2022 20:30 Uhr | Strafen: 3×              | Spielbericht Statistik | Strafen: 1× 3×        | Sportski centar Morača, Podgorica Zuschauer: 4317 Schiedsrichter: Braseth / Sundet |

### Hauptrunde
In die Hauptrunde zogen jeweils die Teams auf den Plätzen 1 bis 3 der Vorrundengruppen. Die Teams aus Gruppe A und B spielten in Ljubljana in der Hauptrundengruppe I, die Teams aus Gruppe C und D in Skopje in der Hauptrundengruppe II. In der Vorrunde erzielte Ergebnisse gegen andere Teams der Hauptrundengruppe wurden übernommen.
Legende

#### Gruppe I
| Pl. | Land      | Sp. | S | U | N | Tore      | Diff. | Punkte |
| --- | --------- | --- | - | - | - | --------- | ----- | ------ |
| 1.  | Dänemark  | 5   | 4 | 0 | 1 | 0137:1240 | +13   | 8      |
| 2.  | Norwegen  | 5   | 4 | 0 | 1 | 0146:1240 | +22   | 8      |
| 3.  | Schweden  | 5   | 3 | 0 | 2 | 0142:1260 | +16   | 6      |
| 4.  | Slowenien | 5   | 2 | 0 | 3 | 0124:1320 | −8    | 4      |
| 5.  | Ungarn    | 5   | 1 | 0 | 4 | 0121:1370 | −16   | 2      |
| 6.  | Kroatien  | 5   | 1 | 0 | 4 | 0106:1330 | −27   | 2      |

| 10. November 2022 18:00 Uhr | Kroatien                | 18:26                  | Slowenien           | Arena Stožice, Ljubljana Zuschauer: 4126 Schiedsrichter: Metalari / Nikolovski |
| 10. November 2022 18:00 Uhr | meiste Tore: Blažević 5 | (12:13)                | meiste Tore: Gros 7 | Arena Stožice, Ljubljana Zuschauer: 4126 Schiedsrichter: Metalari / Nikolovski |
| 10. November 2022 18:00 Uhr | Strafen: 1× 2×          | Spielbericht Statistik | Strafen: 2×         | Arena Stožice, Ljubljana Zuschauer: 4126 Schiedsrichter: Metalari / Nikolovski |

| 10. November 2022 20:30 Uhr | Ungarn                 | 27:29                  | Dänemark             | Arena Stožice, Ljubljana Zuschauer: 4126 Schiedsrichter: M. Sá / V. Sá |
| 10. November 2022 20:30 Uhr | meiste Tore: Klujber 8 | (12:14)                | meiste Tore: Friis 7 | Arena Stožice, Ljubljana Zuschauer: 4126 Schiedsrichter: M. Sá / V. Sá |
| 10. November 2022 20:30 Uhr | Strafen: 3×            | Spielbericht Statistik | Strafen: 2×          | Arena Stožice, Ljubljana Zuschauer: 4126 Schiedsrichter: M. Sá / V. Sá |

| 12. November 2022 18:00 Uhr | Kroatien                | 17:26                  | Dänemark                 | Arena Stožice, Ljubljana Zuschauer: 1323 Schiedsrichter: Merz / Kuttler |
| 12. November 2022 18:00 Uhr | meiste Tore: Pavlović 6 | (8:14)                 | meiste Tore: Jørgensen 5 | Arena Stožice, Ljubljana Zuschauer: 1323 Schiedsrichter: Merz / Kuttler |
| 12. November 2022 18:00 Uhr | Strafen: 2×             | Spielbericht Statistik | Strafen: 4×              | Arena Stožice, Ljubljana Zuschauer: 1323 Schiedsrichter: Merz / Kuttler |

| 12. November 2022 20:30 Uhr | Norwegen               | 27:25                  | Schweden               | Arena Stožice, Ljubljana Zuschauer: 1323 Schiedsrichter: Javier Álvarez Mata, Yon Bustamante López |
| 12. November 2022 20:30 Uhr | meiste Tore: Reistad 7 | (13:13)                | meiste Tore: Carlson 9 | Arena Stožice, Ljubljana Zuschauer: 1323 Schiedsrichter: Javier Álvarez Mata, Yon Bustamante López |
| 12. November 2022 20:30 Uhr | Strafen: 3×            | Spielbericht Statistik | Strafen: 1× 4×         | Arena Stožice, Ljubljana Zuschauer: 1323 Schiedsrichter: Javier Álvarez Mata, Yon Bustamante López |

| 14. November 2022 18:00 Uhr | Norwegen                | 26:23                  | Slowenien           | Arena Stožice, Ljubljana Zuschauer: 5648 Schiedsrichter: Praštalo / Balvan |
| 14. November 2022 18:00 Uhr | meiste Tore: Reistad 10 | (16:15)                | meiste Tore: Gros 5 | Arena Stožice, Ljubljana Zuschauer: 5648 Schiedsrichter: Praštalo / Balvan |
| 14. November 2022 18:00 Uhr | Strafen: 2×             | Spielbericht Statistik | Strafen: 1× 4×      | Arena Stožice, Ljubljana Zuschauer: 5648 Schiedsrichter: Praštalo / Balvan |

| 14. November 2022 20:30 Uhr | Ungarn                 | 25:30                  | Schweden               | Arena Stožice, Ljubljana Zuschauer: 5648 Schiedsrichter: Vujačić / Kažanegra |
| 14. November 2022 20:30 Uhr | meiste Tore: Klujber 6 | (15:18)                | meiste Tore: Roberts 9 | Arena Stožice, Ljubljana Zuschauer: 5648 Schiedsrichter: Vujačić / Kažanegra |
| 14. November 2022 20:30 Uhr | Strafen: 1× 3×         | Spielbericht Statistik | Strafen: 1×            | Arena Stožice, Ljubljana Zuschauer: 5648 Schiedsrichter: Vujačić / Kažanegra |

| 16. November 2022 15:30 Uhr | Ungarn                 | 29:25                  | Slowenien           | Arena Stožice, Ljubljana Zuschauer: 4263 Schiedsrichter: Merz / Kuttler |
| 16. November 2022 15:30 Uhr | meiste Tore: Klujber 9 | (14:14)                | meiste Tore: Gros 6 | Arena Stožice, Ljubljana Zuschauer: 4263 Schiedsrichter: Merz / Kuttler |
| 16. November 2022 15:30 Uhr | Strafen: 2×            | Spielbericht Statistik | Strafen: 1× 3×      | Arena Stožice, Ljubljana Zuschauer: 4263 Schiedsrichter: Merz / Kuttler |

| 16. November 2022 18:00 Uhr | Kroatien              | 27:31                  | Schweden              | Arena Stožice, Ljubljana Zuschauer: 4263 Schiedsrichter: M. Sá / V. Sá |
| 16. November 2022 18:00 Uhr | meiste Tore: Petika 6 | (11:17)                | meiste Tore: Hagman 8 | Arena Stožice, Ljubljana Zuschauer: 4263 Schiedsrichter: M. Sá / V. Sá |
| 16. November 2022 18:00 Uhr | Strafen: 2×           | Spielbericht Statistik | Strafen: 2×           | Arena Stožice, Ljubljana Zuschauer: 4263 Schiedsrichter: M. Sá / V. Sá |

| 16. November 2022 20:30 Uhr | Norwegen            | 29:31                  | Dänemark                  | Arena Stožice, Ljubljana Zuschauer: 4263 Schiedsrichter: Metalari / Nikolovski |
| 16. November 2022 20:30 Uhr | meiste Tore: Mørk 8 | (13:12)                | meiste Tore: A. M. Hansen | Arena Stožice, Ljubljana Zuschauer: 4263 Schiedsrichter: Metalari / Nikolovski |
| 16. November 2022 20:30 Uhr | Strafen: 1× 2×      | Spielbericht Statistik | Strafen: 3×               | Arena Stožice, Ljubljana Zuschauer: 4263 Schiedsrichter: Metalari / Nikolovski |

Legende

#### Gruppe II
| Pl. | Land        | Sp. | S | U | N | Tore      | Diff. | Punkte |
| --- | ----------- | --- | - | - | - | --------- | ----- | ------ |
| 1.  | Frankreich  | 5   | 5 | 0 | 0 | 0153:1080 | +45   | 10     |
| 2.  | Montenegro  | 5   | 3 | 0 | 2 | 0138:1510 | −13   | 6      |
| 3.  | Niederlande | 5   | 2 | 1 | 2 | 0152:1440 | +8    | 5      |
| 4.  | Deutschland | 5   | 2 | 0 | 3 | 0135:1370 | −2    | 4      |
| 5.  | Spanien     | 5   | 1 | 1 | 3 | 0125:1440 | −19   | 3      |
| 6.  | Rumänien    | 5   | 1 | 0 | 4 | 0139:1580 | −19   | 2      |

| 11. November 2022 18:00 Uhr | Niederlande              | 28:36                  | Deutschland              | Sportski centar Boris Trajkovski, Skopje Zuschauer: 389 Schiedsrichter: Antić / Jakovljević |
| 11. November 2022 18:00 Uhr | meiste Tore: Malestein 8 | (13:17)                | meiste Tore: Grijseels 8 | Sportski centar Boris Trajkovski, Skopje Zuschauer: 389 Schiedsrichter: Antić / Jakovljević |
| 11. November 2022 18:00 Uhr | Strafen: 4× 1×           | Spielbericht Statistik | Strafen: 7×              | Sportski centar Boris Trajkovski, Skopje Zuschauer: 389 Schiedsrichter: Antić / Jakovljević |

| 11. November 2022 20:30 Uhr | Rumänien              | 28:27                  | Spanien                                              | Sportski centar Boris Trajkovski, Skopje Zuschauer: 389 Schiedsrichter: Backović / Palačković |
| 11. November 2022 20:30 Uhr | meiste Tore: Pintea 7 | (12:11)                | meiste Tore: Gutiérrez Bermejo, González Ortega je 4 | Sportski centar Boris Trajkovski, Skopje Zuschauer: 389 Schiedsrichter: Backović / Palačković |
| 11. November 2022 20:30 Uhr | Strafen: 1× 3×        | Spielbericht Statistik | Strafen: 1×                                          | Sportski centar Boris Trajkovski, Skopje Zuschauer: 389 Schiedsrichter: Backović / Palačković |

| 13. November 2022 18:00 Uhr | Niederlande                      | 29:29                  | Spanien                                    | Sportski centar Boris Trajkovski, Skopje Zuschauer: 973 Schiedsrichter: Pobedryna / Duply |
| 13. November 2022 18:00 Uhr | meiste Tore: Freriks, Smits je 6 | (15:17)                | meiste Tore: Valdivia, Cabral Barbosa je 4 | Sportski centar Boris Trajkovski, Skopje Zuschauer: 973 Schiedsrichter: Pobedryna / Duply |
| 13. November 2022 18:00 Uhr | Strafen: 3×                      | Spielbericht Statistik | Strafen: 3×                                | Sportski centar Boris Trajkovski, Skopje Zuschauer: 973 Schiedsrichter: Pobedryna / Duply |

| 13. November 2022 20:30 Uhr | Frankreich           | 27:19                  | Montenegro               | Sportski centar Boris Trajkovski, Skopje Zuschauer: 973 Schiedsrichter: Sundet / Braseth |
| 13. November 2022 20:30 Uhr | meiste Tore: Foppa 6 | (12:9)                 | meiste Tore: Radičević 6 | Sportski centar Boris Trajkovski, Skopje Zuschauer: 973 Schiedsrichter: Sundet / Braseth |
| 13. November 2022 20:30 Uhr | Strafen: 3×          | Spielbericht Statistik | Strafen: 1×              | Sportski centar Boris Trajkovski, Skopje Zuschauer: 973 Schiedsrichter: Sundet / Braseth |

| 15. November 2022 18:00 Uhr | Rumänien             | 34:35                  | Montenegro                         | Sportski centar Boris Trajkovski, Skopje Zuschauer: 924 Schiedsrichter: Vranes / Wenninger |
| 15. November 2022 18:00 Uhr | meiste Tore: Neagu 9 | (18:18)                | meiste Tore: Grbić, Radičević je 8 | Sportski centar Boris Trajkovski, Skopje Zuschauer: 924 Schiedsrichter: Vranes / Wenninger |
| 15. November 2022 18:00 Uhr | Strafen: 1× 6×       | Spielbericht Statistik | Strafen: 3×                        | Sportski centar Boris Trajkovski, Skopje Zuschauer: 924 Schiedsrichter: Vranes / Wenninger |

| 15. November 2022 20:30 Uhr | Frankreich           | 29:21                  | Deutschland              | Sportski centar Boris Trajkovski, Skopje Zuschauer: 924 Schiedsrichter: I. Covalciuc / A. Covalciuc |
| 15. November 2022 20:30 Uhr | meiste Tore: Kanor 5 | (13:9)                 | meiste Tore: Grijseels 7 | Sportski centar Boris Trajkovski, Skopje Zuschauer: 924 Schiedsrichter: I. Covalciuc / A. Covalciuc |
| 15. November 2022 20:30 Uhr | Strafen: 4×          | Spielbericht Statistik | Strafen: 1×              | Sportski centar Boris Trajkovski, Skopje Zuschauer: 924 Schiedsrichter: I. Covalciuc / A. Covalciuc |

| 16. November 2022 15:30 Uhr | Rumänien             | 28:32                  | Deutschland                   | Sportski centar Boris Trajkovski, Skopje Zuschauer: 770 Schiedsrichter: Pobedryna / Duply |
| 16. November 2022 15:30 Uhr | meiste Tore: Neagu 7 | (14:16)                | meiste Tore: Stockschläder 10 | Sportski centar Boris Trajkovski, Skopje Zuschauer: 770 Schiedsrichter: Pobedryna / Duply |
| 16. November 2022 15:30 Uhr | Strafen: 1× 3×       | Spielbericht Statistik | Strafen: 2×                   | Sportski centar Boris Trajkovski, Skopje Zuschauer: 770 Schiedsrichter: Pobedryna / Duply |

| 16. November 2022 18:00 Uhr | Niederlande          | 42:25                  | Montenegro               | Sportski centar Boris Trajkovski, Skopje Zuschauer: 842 Schiedsrichter: Backović / Palačković |
| 16. November 2022 18:00 Uhr | meiste Tore: Smits 7 | (21:15)                | meiste Tore: Jauković 11 | Sportski centar Boris Trajkovski, Skopje Zuschauer: 842 Schiedsrichter: Backović / Palačković |
| 16. November 2022 18:00 Uhr | Strafen: 4×          | Spielbericht Statistik | Strafen: 4×              | Sportski centar Boris Trajkovski, Skopje Zuschauer: 842 Schiedsrichter: Backović / Palačković |

| 16. November 2022 20:30 Uhr | Frankreich               | 36:23                  | Spanien               | Sportski centar Boris Trajkovski, Skopje Zuschauer: 842 Schiedsrichter: Antić / Jakovljević |
| 16. November 2022 20:30 Uhr | meiste Tore: Valentini 6 | (17:9)                 | meiste Tore: Campos 5 | Sportski centar Boris Trajkovski, Skopje Zuschauer: 842 Schiedsrichter: Antić / Jakovljević |
| 16. November 2022 20:30 Uhr | Strafen: 1×              | Spielbericht Statistik | Strafen: 2×           | Sportski centar Boris Trajkovski, Skopje Zuschauer: 842 Schiedsrichter: Antić / Jakovljević |

### Finalspiele
In den Finalspielen, die am Wochenende 18.–20. November 2022 in Ljubljana stattfanden, wurden die Plätze 1 bis 6 der Europameisterschaft 2022 ausgespielt.

#### Spiel um Platz 5
| 18. November 2022 15:00 Uhr | Schweden              | 37:32                  | Niederlande                                  | Arena Stožice, Ljubljana Zuschauer: 3600 Schiedsrichter: V. Sá / M. Sá |
| 18. November 2022 15:00 Uhr | meiste Tore: Hagman 9 | (21:16)                | meiste Tore: Dulfer, Freriks, Malestein je 5 | Arena Stožice, Ljubljana Zuschauer: 3600 Schiedsrichter: V. Sá / M. Sá |
| 18. November 2022 15:00 Uhr | Strafen: 4×           | Spielbericht Statistik | Strafen: 1× 3×                               | Arena Stožice, Ljubljana Zuschauer: 3600 Schiedsrichter: V. Sá / M. Sá |

#### Halbfinalspiele
| 18. November 2022 17:45 Uhr | Dänemark             | 27:23                  | Montenegro                        | Arena Stožice, Ljubljana Zuschauer: 3600 Schiedsrichter: I. Covalciuc / A. Covalciuc |
| 18. November 2022 17:45 Uhr | meiste Tore: Friis 7 | (14:10)                | meiste Tore: Jauković, Grbić je 7 | Arena Stožice, Ljubljana Zuschauer: 3600 Schiedsrichter: I. Covalciuc / A. Covalciuc |
| 18. November 2022 17:45 Uhr | Strafen: 5×          | Spielbericht Statistik | Strafen: 4×                       | Arena Stožice, Ljubljana Zuschauer: 3600 Schiedsrichter: I. Covalciuc / A. Covalciuc |

| 18. November 2022 20:30 Uhr | Norwegen            | 28:20                  | Frankreich           | Arena Stožice, Ljubljana Zuschauer: 3600 Schiedsrichter: Merz / Kuttler |
| 18. November 2022 20:30 Uhr | meiste Tore: Mørk 8 | (12:11)                | meiste Tore: Zaadi 5 | Arena Stožice, Ljubljana Zuschauer: 3600 Schiedsrichter: Merz / Kuttler |
| 18. November 2022 20:30 Uhr | Strafen: 1×         | Spielbericht Statistik | Strafen: 2×          | Arena Stožice, Ljubljana Zuschauer: 3600 Schiedsrichter: Merz / Kuttler |

#### Spiel um Platz 3
| 20. November 2022 17:45 Uhr | Montenegro                            | 27:25 n. V.            | Frankreich                           | Arena Stožice, Ljubljana Zuschauer: 5380 Schiedsrichter: Praštalo / Balvan |
| 20. November 2022 17:45 Uhr | meiste Tore: Radičević, Jauković je 6 | (13:12), (22:22)       | meiste Tore: Nze Minko, Granier je 4 | Arena Stožice, Ljubljana Zuschauer: 5380 Schiedsrichter: Praštalo / Balvan |
| 20. November 2022 17:45 Uhr | Strafen: 5× 1×                        | Spielbericht Statistik | Strafen: 1× 6×                       | Arena Stožice, Ljubljana Zuschauer: 5380 Schiedsrichter: Praštalo / Balvan |

#### Spiel um Platz 1 (Finale)
| 20. November 2022 20:30 Uhr | Dänemark                | 25:27                  | Norwegen            | Arena Stožice, Ljubljana Zuschauer: 5380 Schiedsrichter: Javier Álvarez Mata, Yon Bustamante López |
| 20. November 2022 20:30 Uhr | meiste Tore: Burgaard 6 | (15:12)                | meiste Tore: Mørk 8 | Arena Stožice, Ljubljana Zuschauer: 5380 Schiedsrichter: Javier Álvarez Mata, Yon Bustamante López |
| 20. November 2022 20:30 Uhr | Strafen: 1× 2×          | Spielbericht Statistik | Strafen: 1× 3×      | Arena Stožice, Ljubljana Zuschauer: 5380 Schiedsrichter: Javier Álvarez Mata, Yon Bustamante López |

## Platzierungen
- Die Plätze 1 bis 4 wurden nach der Hauptrunde unter den Teams auf den Plätzen 1 und 2 der beiden Hauptrundengruppen ausgespielt.
- Die Plätze 5 und 6 wurden zwischen den Drittplatzierten der beiden Hauptrundengruppen ausgespielt.
- Die Plätze 7 und 8 wurden unter den beiden Viertplatzierten, die Plätze 9 und 10 unter den beiden Fünftplatzierten, die Plätze 11 und 12 unter den Sechstplatzierten der beiden Hauptgruppen ermittelt. Die Platzierungen 13 bis 16 wurden nach Abschluss der Vorrunde unter den Viertplatzierten der vier Vorrundengruppen ermittelt. Dabei wurden jeweils die erreichten Punkte und ggf. Tordifferenzen zugrunde gelegt.

| Platz | Team           |
| ----- | -------------- |
| 01    | Norwegen       |
| 02    | Dänemark       |
| 03    | Montenegro     |
| 04    | Frankreich     |
|       |                |
| 05    | Schweden       |
| 06    | Niederlande    |
|       |                |
| 07    | Deutschland    |
| 08    | Slowenien      |
|       |                |
| 09    | Spanien        |
| 10    | Kroatien       |
|       |                |
| 11    | Ungarn         |
| 12    | Rumänien       |
|       |                |
| 13    | Polen          |
| 14    | Schweiz        |
| 15    | Serbien        |
| 16    | Nordmazedonien |

|  | Europameister, qualifiziert zur Teilnahme an der Weltmeisterschaft 2023 (schon als einer der drei Co-Gastgeber) und den Olympischen Sommerspielen 2024 |
|  | qualifiziert zur Teilnahme an der Weltmeisterschaft 2023                                                                                               |
|  | als einer der drei Co-Gastgeber automatisch qualifiziert zur Teilnahme an der Weltmeisterschaft 2023                                                   |
|  | qualifiziert für Phase 2 der Qualifikation zur Weltmeisterschaft 2023 (Platz 7–16, 10 Teams)                                                           |

Da die Teams aus Dänemark, Schweden und Norwegen automatisch als Gastgeber der Weltmeisterschaft 2023 qualifiziert zur Teilnahme waren und drei Plätze bei der Europameisterschaft vergeben wurden, standen auch die Teams aus Schweden, Montenegro und Frankreich bereits nach der Hauptrunde als Teilnehmer der Weltmeisterschaft fest.

## Aufgebote
| Europameister 2022 · Norwegen · neunter Titel Aufstellung: Emilie Hegh Arntzen, Ragnhild Valle Dahl, Maren Nyland Aardahl, Stine Skogrand, Nora Mørk, Stine Bredal Oftedal, Malin Aune, Silje Solberg-Østhassel, Kristine Breistøl, Vilde Ingstad, Katrine Lunde Haraldsen, Kristina Sirum Novak, Henny Reistad, Emilie Hovden, Sunniva Næs Andersen, Anniken Wollik, Thale Rushfeldt Deila, Ane Høgseth. · Trainer: Þórir Hergeirsson. |

## Statistiken

### Beste Torwerferinnen
| Platz | Spielerin         | Tore | Würfe | Quote |
| ----- | ----------------- | ---- | ----- | ----- |
| 1     | Nora Mørk         | 50   | 64    | 78 %  |
| 2     | Đurđina Jauković  | 48   | 86    | 56 %  |
| 3     | Henny Reistad     | 46   | 73    | 63 %  |
| 4     | Alina Grijseels   | 44   | 62    | 71 %  |
| 5     | Nathalie Hagman   | 43   | 60    | 72 %  |
| 5     | Jovanka Radičević | 43   | 54    | 80 %  |

### Beste Torhüterinnen
| Platz | Spielerin         | gehalten | Würfe | Quote  |
| ----- | ----------------- | -------- | ----- | ------ |
| 1     | Sandra Toft       | 68       | 204   | 33,3 % |
| 2     | Cléopâtre Darleux | 67       | 182   | 36,8 % |
| 3     | Silje Solberg     | 62       | 156   | 39,7 % |
| 4     | Jessica Ryde      | 58       | 181   | 32,0 % |
| 4     | Yara ten Holte    | 58       | 200   | 29,0 % |

### Team-Fair-Play
| Platz | Team           | Spiele | Disqualifikation | Disqualifikation |           |       | Punkte | Punkte |
| Platz | Team           | Spiele |                  | 3× =             | pro Spiel | Summe |        |        |
| --- | -------------- | ------ | ---------------- | ---------------- | --------- | ----- | ------ | ------ |
| 1. | Schweiz        | 3      |                  |                  | 6         | 1     | 4,3    | 13     |
| 2. | Spanien        | 6      |                  |                  | 16        | 3     | 5,8    | 35     |
| 2. | Ungarn         | 6      |                  |                  | 16        | 3     | 5,8    | 35     |
| 2. | Norwegen       | 8      |                  |                  | 22        | 2     | 5,8    | 46     |
| 5. | Schweden       | 7      |                  |                  | 20        | 2     | 6,0    | 42     |
| 6. | Kroatien       | 6      |                  |                  | 18        | 6     | 7,0    | 42     |
| 7. | Frankreich     | 8      |                  |                  | 26        | 5     | 7,1    | 57     |
| 8. | Slowenien      | 6      |                  |                  | 21        | 3     | 7,5    | 45     |
| 9. | Deutschland    | 6      |                  | 1                | 20        | 2     | 7,7    | 46     |
| 10. | Dänemark       | 8      |                  |                  | 30        | 5     | 8,1    | 65     |
| 11. | Rumänien       | 6      |                  |                  | 22        | 5     | 8,2    | 49     |
| 12. | Nordmazedonien | 3      |                  |                  | 11        | 3     | 8,3    | 25     |
| 13. | Montenegro     | 8      | 1                |                  | 25        | 2     | 8,4    | 67     |
| 14. | Polen          | 3      |                  |                  | 13        | 2     | 9,3    | 28     |
| 15. | Niederlande    | 7      | 1                |                  | 25        | 6     | 10,1   | 71     |
| 16. | Serbien        | 3      | 1                |                  | 7         | 3     | 10,7   | 32     |
| = 1 Punkt, = 2 Punkte, wegen 3× = 4 Punkte, direkte = 15 Punkte. Es gab keine bei dieser Europameisterschaft. |                |        |                  |                  |           |       |        |        |
| Quelle: ehf-euro.com, Stand: 20. November 2022                                                                |                |        |                  |                  |           |       |        |        |

## All-Star-Team
Für das All-Star-Team der Europameisterschaften waren 48 Spielerinnen (je sechs pro Spielposition) nominiert.
Gewählt wurden Cléopâtre Darleux, Emma Friis, Cristina Neagu, Stine Oftedal, Katrin Klujber, Jovanka Radičević, Pauletta Foppa und Kathrine Heindahl.
Als Most Valuable Player wurde Henny Reistad benannt.

## Prämien
Nach einem Bericht der Zeitung Verdens Gang erhielten die norwegischen Spielerinnen vom Norges Håndballforbund für den Gewinn der Europameisterschaft jeweils 130.000 NOK (etwa 12.500 Euro), dazu kommen 30.000 NOK für die Qualifikation zur Europameisterschaft 2024 und weitere 30.000 NOK für die Qualifikation zu den Olympischen Spielen 2024. Auch Thorir Hergeirsson, Tonje Larsen und Mats Olsson erhielten Bonuszahlungen.
Der Deutsche Handballbund hatte für den Gewinn der Europameisterschaft eine Prämie in Höhe von 250.000 Euro für das ganze Team in Aussicht gestellt. Für das Erreichen der Hauptrunde erhielt das Team 30.000 Euro.

## TV-Übertragungsrechte
Die TV-Rechte für Deutschland hatte der Online-Sender Sportdeutschland.TV erworben, der alle Spiele kostenpflichtig im Internet übertrug.